# キック・ユニオン
キック・ユニオンは、日本のキックボクシング団体。略称は、K-U。1998年に全日本キックボクシング連盟から脱退した14のジムによって設立。同年7月24日に後楽園ホールで旗揚げ興行を開催。本部は八王子ファイティングスポーツジム、代表は同ジム会長の小林秀至。
2000年後半からアジア太平洋キックボクシング連盟（APKF）との合同興行を開催し、2001年1月29日に開催されたニュージャパンキックボクシング連盟（NJKF）の興行でNJKF、APKF、日本キックボクシング連盟との交流強化を発表し、同4団体で7月8日に日本キックボクシング（NKB）の設立を発表。2005年1月にNJKFがNKBから離脱し、小林がNKBの実務を行う。以降、NKBの興行を中心とし、キック・ユニオンとしては2008年7月20日にディファ有明で「K-U創立10周年記念興行」を開催し、2012年11月17日に開催した興行を最後に活動停止。

## 歴代王者
設立に参画したジムから、全日本キックボクシング連盟の王者であった佐久間晋哉（全日本フェザー級王者、八王子FSG）、須藤信充（全日本ライト級王者、神武館）、鈴木達也（全日本ウェルター級王者、稲毛道場）の3名をキック・ユニオンの初代王者として認定した。
| 階級         | 代        | 名前               | 所属      | 在位期間・認定日                      | 防衛回数 |
| ------------ | --------- | ------------------ | --------- | ------------------------------------- | -------- |
| バンタム級   | 初        | 水井聡             | 習志野    |                                       | 0        |
| フェザー級   | 初        | 佐久間晋哉         | 八王子FSG | 1998年6月14日 - 1999年11月5日（引退） |          |
| ライト級     | 初        | 須藤信充           | 神武館    | 1998年6月14日 - 1998年9月22日         | 0        |
| ライト級     | 2         | 小林聡             | 藤原      | 1998年9月22日 - 1998年（返上）        | 0        |
| 世界ライト級 | 初        | メルチョー・メノー |           | 1998年                                | 1        |
| ウェルター級 | 初        | 鈴木達也           | 稲毛道場  | 1998年6月14日 - 1998年8月             | 0        |
| ウェルター級 | 2         | 大谷浩二           | 征徳会    | 1998年9月                             |          |
| ウェルター級 | 3（暫定） | 瀬尾尚弘           | JK国際    | 2000年7月23日                         |          |